# センス・オブ・ワンダー
センス・オブ・ワンダー（英語: sense of wonder）には、2つの意味がある。
1. 自然など、自分が目にしたものや触れたものに神秘さや不思議さを感じ、驚いたり感動したりする感性のこと[1][2]。
2. SF作品を読んだ後に生じる不思議な感覚のこと。

以降、各意味は上述の「1.」「2.」を記載する。

## 概説
レイチェル・カーソンの著作『センス・オブ・ワンダー（The Sense of Wonder）』に由来する「1.」の用法と、SF用語としての「2.」の用法があるが、初出としては「2.」の方が先行したとされている。
SF作家の森下一仁によると、SF用語としての「センス・オブ・ワンダー」という言葉は、「アメリカでは1940年代から使われていたらしい。」と記述がある。
一方、アメリカの海洋生物学者レイチェル・カーソンの著作『センス・オブ・ワンダー』は1965年に出版されたもので、書物の題名として堂々と掲げているように「1.」の意味の「センス・オブ・ワンダー」がメインテーマとして扱われている。その影響力は大きく、現在では教育現場で「科学する心」を育む上で重視されるようになっている。また現在、一般的にはまず「1.」の用例を挙げる。

## 不思議さを感じ取る感性
「1.」の意味は、自分が目にしたものや触れたものに神秘さや不思議さを感じ、驚いたり感動したりする感性のことである。
たとえば次のような感性である。
- 夏の夜にカブトムシが、暗くて見えないはずなのに、木の蜜を見つけて集まってくる不思議に感動する感性[1]。不思議に対して「人間には出来ないのに、一体どのように明かりも無い暗闇で蜜を見つけているのか？」と感じること。
- フンコロガシがフンを転がしているという奇妙さに驚き[注釈 1]、「何のためにこんな変なことをしているのか？」と感じること。
- 花畑の美しさに引き寄せられ、近づいて花のひとつひとつを見つめ、さらに花びらの中を覗くと、棒状のものや粉状のもの（おしべ、めしべ）があることに気づき、「変なものだ、花には何故このようなものがあるのか？」と感じる感性。
- 花を観察していたら、テントウムシや蜂やコガネムシが飛んできて花の棒状や粉状のところに頭を突っ込んで動き回っているのに気づき、「一体何をしているのか？」「花と虫はどんな関係なのか？」「特別な仲良しなのか？そうでもないのか？」と感じる感性。
- 夏空の雲を眺めていたら、それが刻々と大きく成長すること（積乱雲）に気づき感動し、「どうして大きくなるのか？」「一体どれだけの高さまで大きくなるのか？富士山より高くなるのか？」などと感じる感性。「そもそも雲とは？」「煙に似ている気がするが、煙は火のあるところで生まれ、雲は火が無いところで生まれ、似ているけれど違う。雲とは？煙とは？」と感じる感性。
- 雷の音と光に驚いたり、「どうして雲から雷が生まれるのか？」と不思議を感じたり、「雷とは？」「どのように大音響とギザギザした光の筋が生まれるのか？」と感じる感性。
- 冬空から降ってくる雪を虫眼鏡で観察し、美しい形（結晶）に気付き感動すること。「空のどの場所で、どんな風に、どんな時に、こんな結晶が生じるのか？」と感じたり、形が異なるものがあることに気付きそれにも驚いて、「雪の結晶にはどんな形のものがあり、何種類あるのか？」と思うこと。
- 月を見ていたら、表面に白や黒に見える複雑な模様に気づき、「あれは何なんだろう？」と不思議に感じる感性。「何日か前は丸だったはずだが、少しずつ削れ、今日は半分の丸の形になり、何故起きるのか？」「月が細くなったり太くなったりするのは何故？」と感じる感性。丸くて平らな板のように感じていた月が大きな球に見えて感動し、「ボールを空に投げてもすぐ落ちてくるのに、何故月は落ちてこず、いつまでも浮かんでいられるのだろう？」「そもそも月はいつから空に浮かんでいるか？何百年？何万年？何億年？」「何が起きて、空に浮かぶようになったか？」と感じる感性。

アイザック・ニュートンも、この世界の中に不思議さを感じるセンス・オブ・ワンダーの感度が高かった。ニュートンは次のように感じる感性を持っていた。
センス・オブ・ワンダーは「科学するこころ」の源泉と指摘されており、教育現場では重視されるようになっている。

## SF作品を読んだ後の感覚
「2.」の意味は、SF小説を鑑賞した際に生じる、ある種の不思議な感覚のことである。
イギリスのSF作家ブライアン・オールディスは自著の中で、この「センス・オブ・ワンダー」が1930 - 40年代におけるSFの特徴であると述べ、1970年代の初期と中期においてアメリカのSF小説は、抑制と小説技法を重視する新しい感性のもと、これを取り戻そうとしたと論じた。
これがどのような仕組みで生じるかについては、SF評論家の大野万紀の執筆した『帝都物語』書評の、次の一節も参考になる。
これが全てではないにしろ、SF作品では人々が日常感じているのとは異なる「時間」や「視点」で物事が捉えられることで「異化作用」が起きて、その結果、読者の心にセンス・オブ・ワンダーが生じることがある、ということを示唆している。

### 「1.」の意味
- 好奇心

### 「2.」の意味
- ワイドスクリーン・バロック
- 異化

### 共通
- 感覚#哲学における感覚
- ヌミノーゼ